# UCI Women's World Tour 2023
De UCI Women's World Tour 2023 was de achtste editie van deze internationale wielerwedstrijdcyclus voor vrouwen, georganiseerd door de UCI. De eerste Women's World Tour in 2016 verving de wereldbeker voor vrouwen, die tussen 1998 en 2015 bestond. Het niveau onder deze competitie is de UCI Women's ProSeries.
Nieuw op de kalender waren de Omloop Het Nieuwsblad en de etappekoersen Tour Down Under, de Ronde van de Verenigde Arabische Emiraten en de Ronde van Zwitserland. De Ronde van Spanje voor vrouwen werd verreden in mei, dus niet meer parallel aan de Vuelta voor mannen. Het wereldkampioenschap werd dit jaar verreden van 5 t/m 13 augustus als een Super-WK, samen met andere disciplines in de wielersport, zoals mountainbike, baanwielrennen en BMX.
De eindzege in de Women's World Tour ging dit jaar naar de Nederlandse Demi Vollering, met ruim 2000 punten voorsprong op haar landgenote Annemiek van Vleuten, voor wie dit haar afscheidsjaar was. Vollering won het Ardense drieluik en mocht vanaf toen de paarse leiderstrui dragen, die ze niet meer afstond. Ze verstevigde haar leiderspositie door het winnen van onder andere de Tour de France Femmes en de Ronde van Romandië. Haar ploeg SD Worx won het ploegenklassement; naast Vollering eindigden ook haar ploeggenoten Lotte Kopecky, Marlen Reusser en Lorena Wiebes in de individuele top tien. De Nederlandse Shirin van Anrooij won het jongerenklassement. Haar landgenote Maike van der Duin eindigde als derde.

## Ploegen
| UCI-World Tourteams | UCI-World Tourteams                                                             |
| --- | ------------------------------------------------------------------------------- |
| Canyon//SRAM Racing DSM-Firmenich * EF Education-TIBCO-SVB FDJ-Suez Fenix-Deceuninck Human Powered Health Israel Premier Tech Roland Jayco AlUla | Jumbo-Visma Liv Racing TeqFind Movistar SD Worx Lidl-Trek ** UAE Team ADQ Uno-X |

* DSM ging per 1 juli verder als Team DSM-Firmenich
** Trek-Segafredo ging per 1 juli verder als Lidl-Trek

## Overzicht

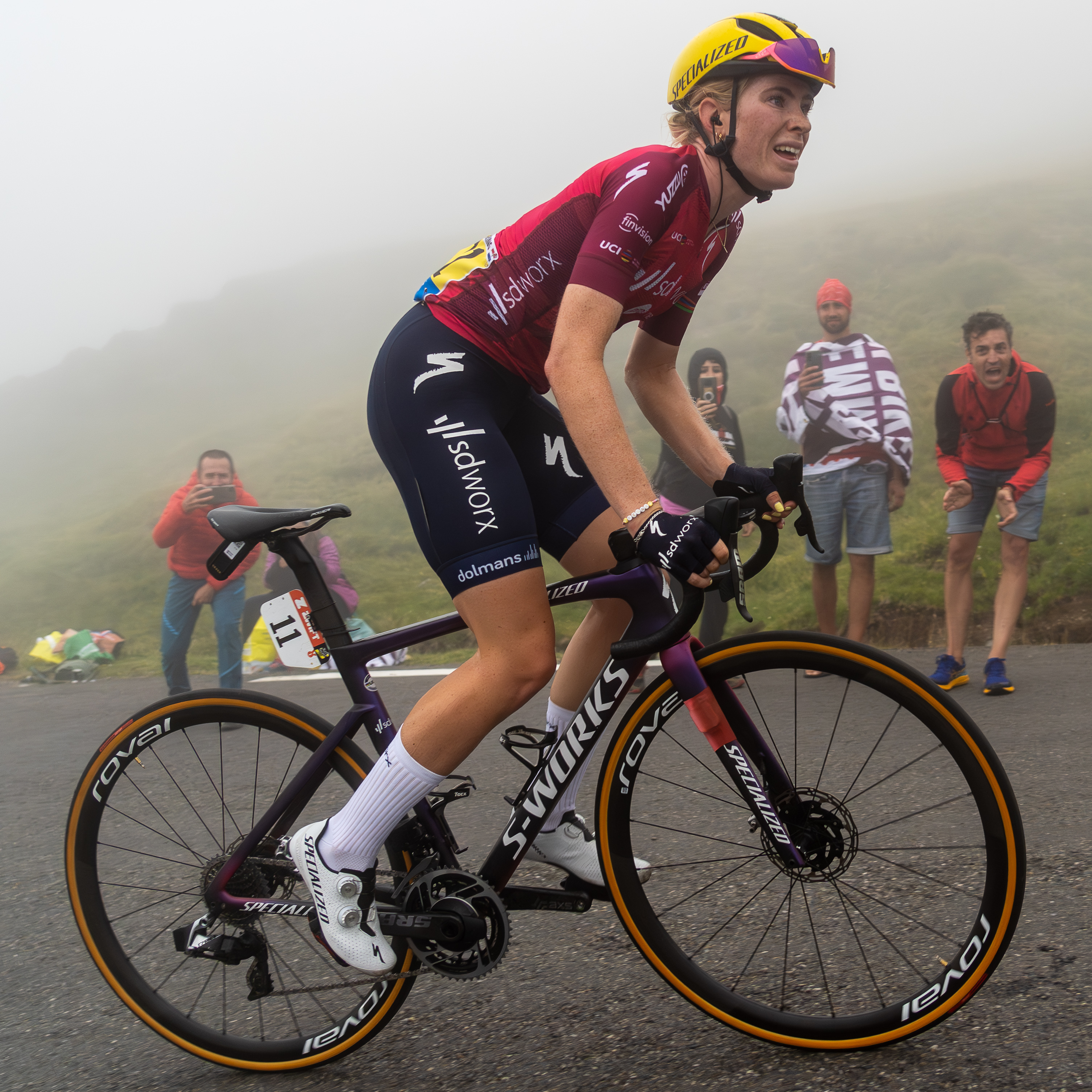
Demi Vollering in de paarse leiderstrui tijdens de Tour de France Femmes 2023.

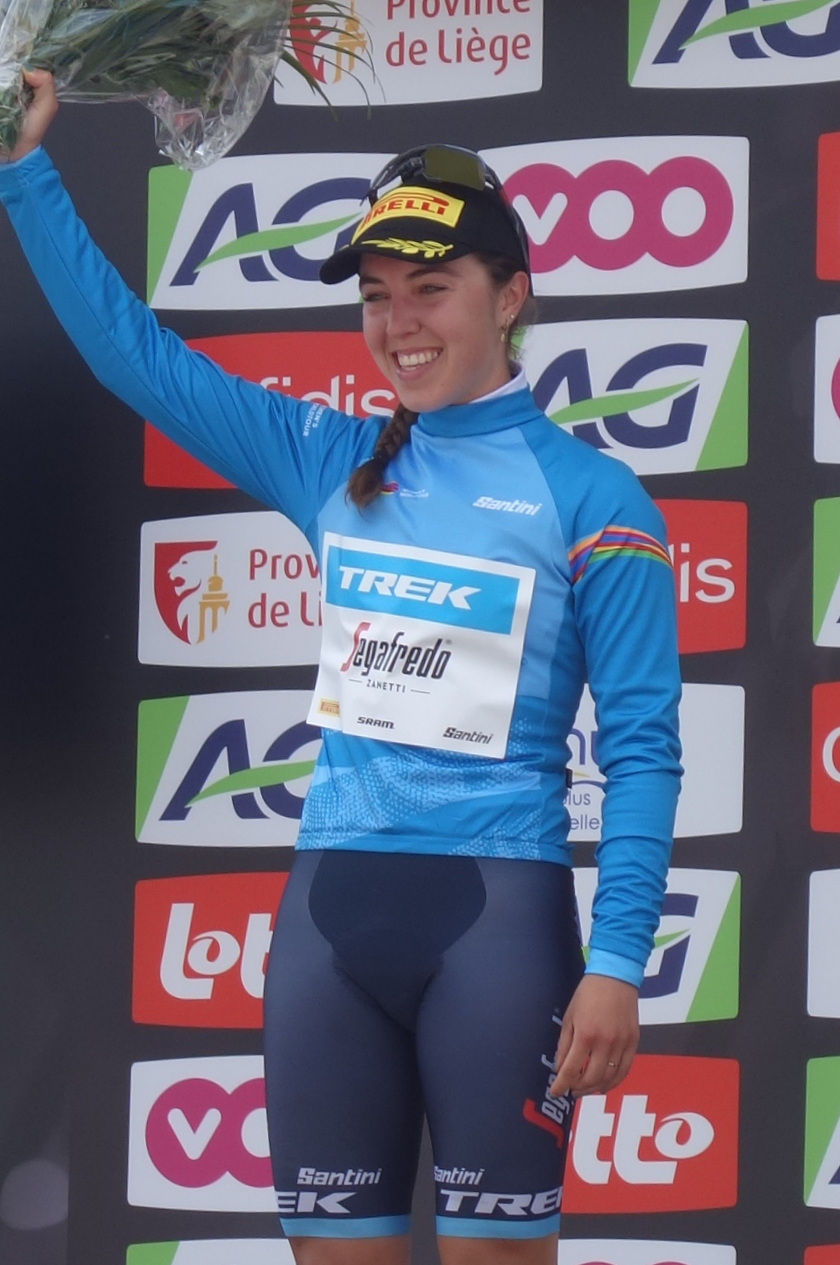
Shirin van Anrooij in de blauwe trui als leidster in het jongerenklassement.

| Datum           | Wedstrijd                                 | Winnares                           | Ploeg                              | Leidster       |
| --------------- | ----------------------------------------- | ---------------------------------- | ---------------------------------- | -------------- |
| 15–17 januari   | Tour Down Under                           | Grace Brown                        | FDJ-Suez                           | Grace Brown    |
| 28 januari      | Cadel Evans Great Ocean Road Race         | Loes Adegeest                      | FDJ-Suez                           | Amanda Spratt  |
| 9–12 februari   | Ronde van de Verenigde Arabische Emiraten | Elisa Longo Borghini               | Trek-Segafredo                     | Amanda Spratt  |
| 25 februari     | Omloop Het Nieuwsblad                     | Lotte Kopecky                      | Team SD Worx                       | Amanda Spratt  |
| 4 maart         | Strade Bianche                            | Demi Vollering                     | Team SD Worx                       | Amanda Spratt  |
| 11 maart        | Ronde van Drenthe                         | Lorena Wiebes                      | Team SD Worx                       | Lorena Wiebes  |
| 19 maart        | Trofeo Alfredo Binda                      | Shirin van Anrooij                 | Trek-Segafredo                     | Lorena Wiebes  |
| 23 maart        | Brugge-De Panne                           | Pfeiffer Georgi                    | Team DSM                           | Lorena Wiebes  |
| 26 maart        | Gent–Wevelgem                             | Marlen Reusser                     | Team SD Worx                       | Lorena Wiebes  |
| 2 april         | Ronde van Vlaanderen                      | Lotte Kopecky                      | Team SD Worx                       | Lorena Wiebes  |
| 8 april         | Parijs-Roubaix                            | Alison Jackson                     | EF Education-TIBCO-SVB             | Lotte Kopecky  |
| 16 april        | Amstel Gold Race                          | Demi Vollering                     | Team SD Worx                       | Lotte Kopecky  |
| 19 april        | Waalse Pijl                               | Demi Vollering                     | Team SD Worx                       | Lotte Kopecky  |
| 23 april        | Luik-Bastenaken-Luik                      | Demi Vollering                     | Team SD Worx                       | Demi Vollering |
| 1–7 mei         | La Vuelta España Femenina                 | Annemiek van Vleuten               | Movistar                           | Demi Vollering |
| 12–14 mei       | Itzulia Women                             | Marlen Reusser                     | Team SD Worx                       | Demi Vollering |
| 18–21 mei       | Ronde van Burgos                          | Demi Vollering                     | Team SD Worx                       | Demi Vollering |
| 26–28 mei       | RideLondon Classic                        | Charlotte Kool                     | Team DSM                           | Demi Vollering |
| 6–11 juni       | The Women's Tour                          | The Women's Tour                   | The Women's Tour                   | Demi Vollering |
| 17–20 juni      | Ronde van Zwitserland                     | Marlen Reusser                     | Team SD Worx                       | Demi Vollering |
| 30 juni–9 juli  | Giro Donne                                | Annemiek van Vleuten               | Movistar                           | Demi Vollering |
| 23–30 juli      | Tour de France Femmes                     | Demi Vollering                     | Team SD Worx                       | Demi Vollering |
| 19 augustus     | Postnord Vårgårda WestSweden (TTT)        | Postnord Vårgårda WestSweden (TTT) | Postnord Vårgårda WestSweden (TTT) | Demi Vollering |
| 20 augustus     | Postnord Vårgårda WestSweden              | Postnord Vårgårda WestSweden       | Postnord Vårgårda WestSweden       | Demi Vollering |
| 22–26 augustus  | Ronde van Scandinavië                     | Annemiek van Vleuten               | Movistar                           | Demi Vollering |
| 2 september     | GP de Plouay                              | Mischa Bredewold                   | Team SD Worx                       | Demi Vollering |
| 5–10 september  | Simac Ladies Tour                         | Lotte Kopecky                      | Team SD Worx                       | Demi Vollering |
| 15–17 september | Ronde van Romandië                        | Demi Vollering                     | Team SD Worx                       | Demi Vollering |
| 12–14 oktober   | Ronde van Chongming                       | Chiara Consonni                    | UAE Team ADQ                       | Demi Vollering |
| 17 oktober      | Ronde van Guangxi                         | Daria Pikulik                      | Human Powered Health               | Demi Vollering |

## Puntentelling

### Individueel klassement
De nummers één tot en met veertig behalen punten in zowel de eendagskoersen als voor het eindklassement in de etappewedstrijden.
| Plaats | 1e  | 2e  | 3e  | 4e  | 5e  | 6e  | 7e  | 8e  | 9e | 10e | 11e | 12e | 13e | 14e | 15e | 16e t/m 20e | 21e t/m 30e | 31e t/m 40e |
| Punten | 400 | 320 | 260 | 220 | 180 | 140 | 120 | 100 | 80 | 68  | 56  | 48  | 40  | 32  | 28  | 24          | 16          | 8           |

### Jongerenklassement
Elke wedstrijd behalen de eerste drie jongeren (onder 23 jaar aan het begin van het seizoen) respectievelijk 6, 4 en 2 punten.

### Ploegenklassement
Per ploeg worden de punten van alle rensters opgeteld. De punten voor ploegentijdritten worden uiteraard als één resultaat meegeteld, in plaats van de punten die iedere renster ervoor heeft gekregen maal het aantal rensters (waarbij het kan zijn dat het totaal geen heel getal is).

## Klassement
| №                  | Individueel klassement | Punten   |
| ------------------ | ---------------------- | -------- |
| Paarse leiderstrui | Demi Vollering         | 4.891,86 |
|                    | Annemiek van Vleuten   | 2.790,57 |
|                    | Lotte Kopecky          | 2.735    |
| 4                  | Marlen Reusser         | 2.512,86 |
| 5                  | Katarzyna Niewiadoma   | 2.284,71 |
| 6                  | Lorena Wiebes          | 2.212    |
| 7                  | Elisa Longo Borghini   | 1.601    |
| 8                  | Gaia Realini           | 1.532,29 |
| 9                  | Juliette Labous        | 1.526,14 |
| 10                 | Silvia Persico         | 1.496,14 |

| №                        | Jongerenklassement (-23) | Punten |
| ------------------------ | ------------------------ | ------ |
| Licht blauwe leiderstrui | Shirin van Anrooij       | 38     |
|                          | Gaia Realini             | 36     |
|                          | Maike van der Duin       | 22     |
| 4                        | Eleonora Gasparrini      | 20     |
| 4                        | Cédrine Kerbaol          | 20     |
| 6                        | Églantine Rayer          | 16     |
| 6                        | Anna Shackley            | 16     |
| 6                        | Ella Wyllie              | 16     |
| 9                        | Henrietta Christie       | 12     |
| 9                        | Megan Jastrab            | 12     |
| 9                        | Xin Tang                 | 12     |
| 17                       | Julie De Wilde           | 6      |

| №  | Ploegenklassement   | Punten    |
| -- | ------------------- | --------- |
|    | SD Worx             | 14.331,02 |
|    | Canyon//SRAM Racing | 8.138,97  |
|    | Lidl-Trek           | 7.683,74  |
| 4  | UAE Team ADQ        | 5.990,98  |
| 5  | Movistar            | 5.639,99  |
| 6  | FDJ-Suez            | 5.463,99  |
| 7  | DSM-Firmenich       | 5.453,98  |
| 8  | Jumbo-Visma         | 4.145,98  |
| 9  | Jayco AlUla         | 2.419,01  |
| 10 | Fenix-Deceuninck    | 2.329     |

Tour Down Under ·
Cadel Evans Great Ocean Road Race ·
Ronde van de Verenigde Arabische Emiraten ·
Omloop Het Nieuwsblad ·
Strade Bianche ·
Ronde van Drenthe ·
Trofeo Alfredo Binda-Comune di Cittiglio ·
Brugge-De Panne ·
Gent-Wevelgem ·
Ronde van Vlaanderen ·
Parijs-Roubaix ·
Amstel Gold Race ·
Waalse Pijl ·
Luik-Bastenaken-Luik ·
La Vuelta España Femenina ·
Itzulia Women ·
Ronde van Burgos ·
RideLondon Classic ·
Ronde van Zwitserland ·
Giro Donne ·
Tour de France Femmes ·
Ronde van Scandinavië ·
GP de Plouay-Bretagne ·
Simac Ladies Tour ·
Ronde van Romandië ·
Ronde van Chongming ·
Ronde van Guangxi
Afgelaste wedstrijden: The Women's Tour ·
Postnord Vårgårda WestSweden
World Cup:
1998 · 
1999 · 
2000 · 
2001 · 
2002 · 
2003 · 
2004 · 
2005 · 
2006 · 
2007 · 
2008 · 
2009 · 
2010 · 
2011 · 
2012 · 
2013 · 
2014 · 
2015
World Tour:
2016 · 
2017 · 
2018 · 
2019 · 
2020 · 
2021 ·
2022 ·
2023 ·
2024 ·
2025
Huidige koersen:
Tour Down Under · Cadel Evans Great Ocean Road Race · Ronde van de Verenigde Arabische Emiraten · Omloop Het Nieuwsblad · Strade Bianche · Ronde van Drenthe · Trofeo Alfredo Binda · Classic Brugge-De Panne · Gent-Wevelgem · Ronde van Vlaanderen · Parijs-Roubaix · Amstel Gold Race · Waalse Pijl · Luik-Bastenaken-Luik · Ronde van Chongming · Ronde van het Baskenland · Ronde van Burgos · RideLondon Classique · The Women's Tour · Ronde van Zwitserland · Copenhagen Sprint · Giro Donne · Tour de France Femmes · Ronde van Scandinavië · Classic Lorient Agglomération · Simac Ladies Tour · La Vuelta Femenina · Ronde van Romandië · Ronde van Guangxi
Voormalige koersen:
Philadelphia Cycling Classic · Ronde van Californië · Emakumeen Bira · La Course by Le Tour de France · Open de Suède Vårgårda